# DI-1
Polikarpow DI-1, znany również jako 2I-N1 (ros.: Поликарпов ДИ-1 (2И-Н1)) – prototyp sowieckiego, dwumiejscowego myśliwca, zaprojektowanego w latach 20. XX wieku. Jedyny zbudowany egzemplarz został rozbity podczas dziewiątego lotu z powodu defektów technicznych. Program został przerwany.

## Projekt oraz rozwój
Nikołaj Polikarpow zaczął projektować dwumiejscowy myśliwiec, pierwotnie nazwany 2I-N1 w październiku 1924 r. w zakładzie nr 1 na lotnisku Chodynka w Moskwie. Nazwa oznaczała 2-miejscowy myśliwiec (istriebitiel) z pojedynczym silnikiem Napier. Spotykane jest też oznaczenie samolotu DI-1. Był to pierwszy sowiecki dwumiejscowy myśliwiec.
Wstępny projekt nowego samolotu powstał na początku 1924 roku, lecz dalsze prace projektowe zostały opóźnione ze względu na brak silnika Napier Lion. Ostatecznie 8 października 1924 roku firma GAZ otrzymała zlecenie rozpoczęcia budowy samolotu. Jakiś czas później, po zawarciu porozumienia między wykonawcami i odbiorcami samolotu, przedstawiono ostateczny projekt samolotu, a 9 lutego 1925 roku Komitet Naukowy Sił Powietrznych zatwierdził budowę samolotu .
Budowę samolotu rozpoczęto na początku 1925 roku. 15 czerwca postanowiono zintensyfikować prace, aby zakończyć budowę do 15 listopada. Jednak w praktyce, 1 stycznia 1926 roku samolot był gotowy w jedynie 90%. W międzyczasie przybył nowy silnik Napier Lion, zakupiony w Wielkiej Brytanii w grudniu 1925 roku .
Pierwszy lot prototypu odbył się 12 stycznia 1926 r., a DI-1 zademonstrował świetne osiągi. Budowa samolotu została zakończona 8 lutego 1926 roku, a następnego dnia zdemontowana maszyna została przetransportowana do Centralnego Portu Lotniczego w Moskwie, gdzie natychmiast rozpoczęto jej montaż. Zmontowany samolot ustawiono na nartach. 25 lutego pilot W. N. Filippow wykonał dwa pierwsze loty na nowym płatowcu . Polikarpow osobiście leciał jako obserwator w czwartym i ósmym locie próbnym. Jednak podczas dziewiątego lotu, 31 marca 1926 r., kiedy samolot przeprowadzał testy szybkościowe na wysokości 100 m nad kilometrem pomiarowym na lotnisku Chodynka, górne poszycie prawego górnego skrzydła, a następnie również dolne poszycie, oderwały się od mocowania. Następnie złamały się oba skrzydła i samolot rozbił się zabijając pilota W. N. Filippowa i obserwatora W. W. Michajłowa.
Badanie wraku wykazało, że duże części poszycia skrzydeł były słabo przyklejone, a część żeber i podłużnic nie było przyklejonych w ogóle. Wiele gwoździ nie zostało przybitych do konstrukcji. Ponadto brakowało wielu otworów niezbędnych do zachowania równowagi ciśnień pomiędzy wnętrzem skrzydeł a powietrzem na zewnątrz. Wypadek tak zaawansowanego samolotu zaszokował cały sektor przemysłowy i spowodował sześciomiesięczną przerwę w pracach projektowych. Z powodu straty Polikarpow zaczął budować samoloty o konstrukcji mocniejszej, niż było potrzeba, a przez to dużo cięższych. Po wypadku cała dalsza praca nad samolotem została porzucona ze względu na brak odpowiedniego silnika.

## Opis konstrukcji
Był to jednokomorowy dwupłat ze skrzydłami w konfiguracji półtorapłatu. Owalny kadłub samolotu o konstrukcji półskorupowej był zrobiony z forniru. Skrzydła również pokryte były fornirem. Górne skrzydło miało dwa dźwigary, a dolne jeden. Skrzydła były skonstruowane z żeber wykonanych ze sklejki z dużymi otworami odciążającymi i podłużnicami, bez dodatkowych drutów wzmacniających. Rozpórki w kształcie litery „V” były zrobione z duraluminium i oddzielały skrzydła oraz łączyły górny płat z kadłubem. Stalowe druty wzmacniające zostały użyte między skrzydłami. Oś stałego podwozia przyczepiona była do dolnego płata, a niewielka narta pełniła rolę płozy ogonowej. Jednostką napędową był importowany, 451-konny silnik Napier Lion, otoczony metalową osłoną. Samolot przenosił 547 kg paliwa i oleju. Uzbrojenie składało się z jednego stałego zsynchronizowanego karabinu maszynowego PW-1 kal. 7,62 mm oraz jednego karabinu maszynowego DA kal. 7,62 mm zamontowanego na obrotnicy w kabinie obserwatora.

## Dane techniczne
Charakterystyki ogólne 
- Załoga: 2
- Długość: 9,75 m
- Rozpiętość: 12 m
- Powierzchnia skrzydeł: 27,15 m²
- Masa własna: 1153 kg
- Masa użyteczna: 1700 kg
- Napęd: 1 × 12-cylindrowy silnik w układzie W Napier Lion o mocy 451 KM

Osiągi
- Prędkość maksymalna: 268 km/h
- Zasięg: 800 km
- Pułap praktyczny: 7100 m
- Obciążenie skrzydeł: 63 kg/m²
- Moc/masa: 197 W/kg
- Czas wznoszenia: 13 min na wys. 5000 m
- Czas obrotu w poziomie: 12 s

Uzbrojenie
- 2 × karabin maszynowy kal. 7,62 mm